# Isasca
Isasca är en ort och kommun i provinsen Cuneo i regionen Piemonte i Italien. Kommunen hade 82 invånare (2018).